# Tamalín
Tamalín se encuentra en el estado de Veracruz, es cabecera de uno de los 212 municipios de la entidad y tiene su ubicación en la región Huasteca Alta, zona norte del estado. Sus coordenadas son de 21°20′ latitud norte, con una longitud oeste de 97°49′ y cuenta con una altura de 140 m s. n. m.

El municipio lo conforman cien localidades en las cuales habitan 11.269 personas.

## Reseña histórica
Se tiene como tradición la creencia que Moctezuma Ilhuicamina conquistó este lugar convirtiéndolo en prisión Huasteca. En 1548 fue organizado como población civil, por Juan Felipe Tepemazuntle, cacique de Citlaltépetl. 
Por Decreto de 13 de noviembre de 1875 se erigió en municipio la congregación de Tamalín que pertenecía al municipio de Tantima.

## Cultura
Tamalín en los meses de marzo o abril, época de Semana Santa representan la vida, pasión y muerte de Jesucristo, a finales del mes de julio y principios del mes de agosto se lleva a cabo la fiesta del Huapango, después en el segundo lunes del mes de noviembre se realiza el ochavario, del 11 al 14 de diciembre, se celebra la fiesta tradicional religiosa en honor a la Virgen de Guadalupe, patrona del pueblo; con eventos religiosos en las congregaciones de Mamey, Escobal, Carmona y Valle y en la de Saladero

## Evolución demográfica
El municipio de tamalin en el año 1995 una población de 11 670 habitantes, ese mismo año se produjeron 361 de nacimientos y 39 defunciones. Se estimó en 1996 una población de 12 075. De acuerdo con los resultados preliminares del censo de 2000, la población en el municipio es de 11 570 habitantes, 5787 hombres y 5783 mujeres. 
De acuerdo con los resultados que presenta el II Conteo de Población y Vivienda de 2005, el municipio cuenta con un total de 11.269  habitantes.